# Тутак
Тутак (норв. Totak) — озеро в Норвегии, находится в коммуне Винье фюльке Телемарк.
Площадь 36,59 км². Высота колеблется от 680 до 687 м над уровнем моря.
Наибольшая глубина 306 м. Объём воды — 2,36 км³.
На восточном берегу есть петролифы.
Является водохранилищем для двух гидроэлектростанций: Винье и Токке.